# 小島村 (北海道)
小島村（こじまむら）は、かつて北海道松前郡に存在した村である。北海道本島に位置しており、渡島小島とは無関係である。

## 沿革
- 1923年（大正12年）4月1日 - 北海道二級町村制施行により松前郡根部田村、赤神村、札前村、茂草村、雨垂石村が合併し、小島村が発足。
- 1954年（昭和29年）7月1日 - 松前郡松前町、大沢村、大島村と合併し、松前町を新設し消滅。